# Yūji Keigoshi
Yūji Keigoshi (jap. 慶越 雄二 Keigoshi Yūji; ur. 17 września 1963) – japoński piłkarz występujący na pozycji bramkarza.

## Kariera klubowa
Od 1988 do 1997 roku występował w klubach Gamba Osaka, Verdy Kawasaki, Avispa Fukuoka i Kyoto Purple Sanga.